# Oosterniezijlvest
Het Oosterniezijlvest of Oosternijezijlvest is een voormalig zijlvest in Noord-Oost Groningen, dat bestond tussen 1317 en 1453.
Door het Oosterniezijl oftewel het Hoogherzijl bij Oosternieland mondden het Meedstermaar, de Steenklipstocht, het Startenhuizermaar en de benedenloop van de Fivel uit. Het water liep buitendijks verder door de Grote Tjariet. Het Oosterniezijl gaf tevens zijn naam aan het dorp Zijldijk.
Een eerste zijl bij in de nieuwe polders bij 't Zandt (aqueductus in Sonde in novalibus) werd in 1272 gebouwd. De Oosterniezijl ontstond vermoedelijk in 1317, toen het Oosternieland werd ingedijkt. De plaatsnaam Zijldijk zal ontleend zijn aan deze sluis. De naam van de zijl contrasteert met de Westerzijl van Garsthuizen (aqueductum occidentalem in Gershusum), genoemd in 1323, die als waterscheiding met het Winsumer- en Schaphalsterzijlvest fungeerde. Vermoedelijk werd hiermee een voormalig zijltje *Wilkemazijl in de Dijkumerweg bedoeld, waardoor het Maarvliet eerder in de Fivelboezem uitmondde.
Het reglement voor het Hooghersijl uit 1428 vermeldt onder andere de sluismeester, diens huis en werkplaats. Ook wordt gesproken over de bescherming van de kooplieden die hier hun waren op schepen laadden. Ook het inpolderingscontract van 1371 maakt melding van schippers en kooplieden die bij de nieuwe sluis van 't Zandt (ad aquaeductum Sondensium) aanlegden. De naam Hooghersijl suggereert dat de sluis hoog genoeg was om schepen door te kunnen laten.
Door de aanleg van nieuwe polders rond 1444 raakte de haven sterk verzand. In 1453 besloot men de verzwakte dijken rond de haven te ontlasten door de hele inham De Arm te bedijken en de sluis te laten vervallen. De latere schepperijen Uithuizen, Zandeweer en Overmaringe werden in 1457 toegelaten tot het Winsumer- en Schaphalsterzijlvest. De landerijen ten westen van het Maarvliet loosden hun water voortaan in de richting van het Reitdiep. Het zijltje in de Dijkumerweg kon toen vervallen.
Om deze inlating in het Winsumer- en Schaphalsterzijlvest mogelijk te maken werd het Meedstermaar aangesloten op het Helwerdermaar en het Usquerdermaar en werd het Eppenhuistermaar via het Eelswerdermaar verbonden met het Koksmaar, zodat er een open verbinding met de Delthe ontstond. Schotdeuren moesten 's zomers wateroverlast in het stroomgebied van de Delthe voorkomen. In het Startenhuistermaar, het Hoogepandstermaar en het Huizingermaar werden met dit doel duikers of pompen aangebracht. 's Winters was er kennelijk geen houden aan, zodat men de schotdeuren open liet staan en het gebied onderliep. Ten westen van het Maarvliet werd een kade aangelegd. Wegens capaciteitsproblemen werd de oude Winsumerzijl (Oldenzijl) vervolgens in 1459 vervangen door de nieuwe Schaphalsterzijl.
In 1464 werden ten slotte Westeremden, Garsthuizen en de polders bij Zeerijp officieel toegelaten tot het Slochterzijlvest. De watergangen aan de oostzijde van het Maarvliet, die voortaan richting Delfzijl uitwaterden, werden (met uitzondering van het Garsthuizer Opmaar) met dammetjes afgesloten.